# Ja, må han leva! (film)
Ja, må han leva! (engelska: Hail the Conquering Hero) är en amerikansk film från 1944 med manus och regi av Preston Sturges. Filmen är en politisk satir där en ung man blir utnämnd till krigshjälte utan att ha uträttat någonting av vikt. Ingen lyssnar på honom när han försöker berätta sanningen.

## Rollista i urval
- Eddie Bracken - Woodrow Truesmith
- Ella Raines - Libby
- Raymond Walburn - borgmästare Noble
- William Demarest - Sgt. Heppelfinger
- Franklin Pangborn - ordförande för mottagningskommittén
- Elizabeth Patterson - faster Martha
- Georgia Caine - Mrs. Truesmith
- Al Bridge - politiske bossen